# Fésűs Nelly
Fésűs Nelly, születési nevén: Fésűs Kornélia (Debrecen, 1971. december 15. –) magyar színésznő.

## Élete
Tanulmányait egy ének-zene tagozatos általános iskolában kezdte, majd a dráma tagozatos Ady Endre Gimnáziumban járta középiskolai éveit. Érettségi után a debreceni Csokonai Színházhoz került, ahol 3 évet töltött. Gór Nagy Mária Színitanodájának elvégzése után, 1996-ban a Budapesti Operettszínházhoz került, ahol 2002-ig szerepelt. Játszott többek között a székesfehérvári Vörösmarty Színházban, a Fiatalok Színházában és a Békéscsabai Jókai Színházban is. Több televíziós sorozatban és szórakoztató műsorban szerepelt (Sláger TV, Show-bálvány, Koóstoló). 3 évig a budapesti Moulin Rouge dívája volt.

### Magánélete
Kilenc évig volt élettársa Horváth László táncművész. Közös gyermekük: Horváth Csenge (2003). Férje Vajtó Lajos, aki második kislányának édesapja (Elza Zorka, született: 2014).

## Színpadi szerepei
A Színházi adattárban regisztrált bemutatóinak száma: 24.
- Pozsgai Zsolt: Gina és Fidel...
- Neil Simon: Ágytól-Asztalig...Gabrielle
- Ray Cooney: Család ellen nincs orvosság...Jane Tate
- Lionel Bart: Twist Olivér (OLIVÉR!) ....Nancy
- Robin Hawdon: Forró hétvége...Daisie
- Jim Jacobs – Warren Casey: Grease....Rizzo
- Andrew Lloyd Webber – Tim Rice: Evita...Lány
- Jézus Krisztus szupersztár...Mária Magdolna
- Arthur L. Kopit- Maury Yeston – Mario Fratti: Nine (Kilenc)....Liliane La Fleur
- Fenyő Miklós – Novai Gábor: Hotel Menthol....FruFru
- James Rado – Gerome Ragni – Galt MacDermot: Hair....Peggy
- Móricz Zsigmond: Légy jó mindhalálig....Dorogi Bella
- Marvin Hamlisch: Kapj el!....Sonia
- Billy Wilder: Van aki forrón szereti....Virág
- Ábrahám Pál: Bál a Savoyban....Daisy Parker
- Robert Falls – David Henry Hwang – Linda Woolverton: Aida....Amneris
- Szakcsi Lakatos Béla – Csemer Géza: A bestia
- Maurice Hennequin – Pierre Veber: Elvámolt nászéjszaka....Zezé
- Rudyard Kipling – A dzsungel Könyve....Bagira
- Liegh-Wasserman: La Mancha lovagja....Aldonza
- Szilágyi László Eisemann Mihály; Miss Amerika, Daisy Henderson
- Vajda Anikó: Hippolit, a lakáj...Mimi
- Másik Lehel Vizeli Csaba : A púpos...Blanche de Neve
- Ray Clooney: Dől a lé...Betty
- Neil Simon: Furcsa pár...Oliv
- Georges Feydeau: Fel is út le is út...Lucette
- H. Varga Tamás Czigány Judit: Babaváró...Jutka
- Vajda Katalin: Anconai szerelmesek...Dorina(Tomao házvezetője)
- Ray Cooney: Ne most drágám...Janie
- Heltai Jenő: Naftalin...Terka
- Pille Tamás: Télanyó és varázsfazék...Télanyó
- Linda Woolverton: Aida...Amneris(a fáraó lánya)
- Máté Péter: Zene nélkül mit érek én?...Máté Péter

## Filmjei
- Szomszédok /TV Sorozat/ 1 epizód (1994) – pincérnő
- Familia Kft. /TV Sorozat/ 1 epizód (1995) – Ildi
- Éretlenek /TV Sorozat/ 9 epizód (1995-1996) – Petra
- Barátok közt /TV Sorozat/ (1999, 2000) – Sági Rita
- Elment az öszöd (2013) – Bea
- Jóban Rosszban /TV Sorozat/ (2013–2014) – Perger Éva
- Megszállottak (2018) – Catrin
- Doktor Balaton /TV Sorozat/ (2020–2022) – Bea
- A mi kis falunk  /TV sorozat/ (2023) – Jósnő

## Televíziós szereplései
| Év   | Cím                         | Megjegyzés | TV csatorna |
| ---- | --------------------------- | ---------- | ----------- |
| 2001 | Kulcs                       | szereplő   | M1          |
| 2005 | A világ hét csodája         | szereplő   |             |
| 2011 | Sztárok a pácban            | szereplő   |             |
| 2014 | Édes élet                   | szereplő   |             |
| 2016 | Ezek megőrültek!            | szereplő   |             |
| 2016 | A Nagy Duett                | szereplő   |             |
| 2017 | Ázsia Expressz              | szereplő   |             |
| 2018 | Szenzációs Négyes           | szereplő   |             |
| 2019 | Nyerő Páros                 | szereplő   |             |
| 2019 | Észbontók                   | szereplő   |             |
| 2020 | Sztárban sztár              | szereplő   |             |
| 2021 | Szerencsekerék              | szereplő   |             |
| 2022 | A Konyhafőnök VIP           | szereplő   |             |
| 2023 | Vigyázat, gyerekkel vagyok! | szereplő   |             |
| 2024 | Kalandra fal!               | szereplő   |             |
| 2024 | Fort Boyard – Az erőd       | szereplő   |             |
| 2025 | Password – A jelszó         | szereplő   |             |

## Díjai
- Legjobb női mellékszereplő – 7. Nemzetközi Keresztény Filmfesztivál, Orlando (Florida) (Megszállottak, 2019)[7][8]
- Legjobb női mellékszereplő – Vegas Movie Awards, Las Vegas (Nevada), (Megszállottak, 2022)